# جان شریمپتون
جان شریمپتون (انگلیسی: John Shrimpton) فرد نظامی اهل بریتانیا است.